# Műszaki rajz

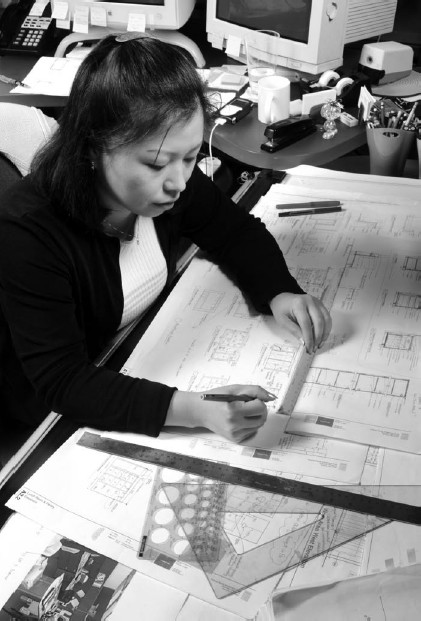
Műszaki rajzoló munka közben

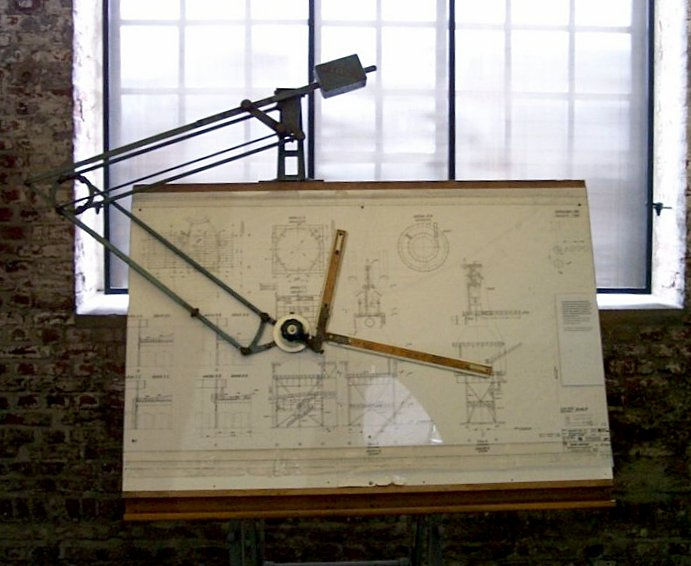
Rajztábla műszaki rajzzal

A műszaki rajz az ipari célú gondolatok rögzítésének és közlésének sajátos, vizuális kommunikációs eszköze, amellyel a tervező közvetíti az elgondolásait a kivitelező szakemberrel. A műszaki rajzok a rajz fajtája, a rajzlap alakja és helyzete, valamint a rajz elhelyezése szerint tájékoztatnak az alkatrészek alakjáról, méreteiről és egyéb műszaki követelményekről.

## Jellemzői
- A műszaki rajz az ábrázoló geometrián alapul, jelölési rendszerét szabványok rögzítik.
- elkészítéséhez ismernünk kell:
  - az ábrázolási szabályokat,
  - a rajzi méretmegadás szabályait és gyakorlatát,
  - a tűrések és illesztések rajzi megadását,
  - felületminőségi jelöléseket.

### Metszetek
A metszetrajzon a képzeletben elmetszett munkadarab szelvényét és a metszősík mögötti részek nézetét ábrázolják.
Fajtái:
1) Egy metszősíkkal képzett metszetek
Teljes metszetek
- vetítési helyükre rajzolva
- betűazonosítással

Részmetszetek
- félmetszet (a nézet és a metszet a szimmetria tengelyénél illesztve),
- kitörés metszeti ábrázolás, nézeten belüli törésvonallal határolva),
- elfordított metszet (jelöljük a metsző síkot és az elfordítás jelét).

Szelvény (a munkadarab metszősíkkal érintkező felülete), amely elhelyezhető:
- vetületen belül
- vetületen kívül
- általánosan (betűazonosítással tetszőlegesen).

2) Több metszősíkkal képzett metszetek
 lépcsős metszet (több párhuzamos metszősíkkal képezve),
befordított metszet (szögben hajló metszősíkkal képezve),
kiterített metszet (több egymáshoz szögben hajló sík vagy síktól eltérő metszőfelület, pl. hengerpalást).